# Cascada de Valaste

La cascada de Valaste, está situada en el norte de Estonia. Con 30,5 metros es la cascada artificial más alta de los países bálticos. Está situada entre las aldeas de Ontika y Valaste, en el municipio de Kohtla, en el Condado de Ida-Viru. La cascada se forma cuando las aguas del arroyo Valaste se precipitan por los acantilados que forman el Klint Báltico, a escasos metros de la cascada el arroyo desemboca en el golfo de Finlandia. Se encuentra a 7 km al noreste de Kohtla-Jarve.
La cascada apareció de la década de 1970 como resultado de unas obras de drenaje. El agua aún sigue erosionando la base de la cascada por lo que esta es cada vez más alta. Hasta las últimas mediciones realizadas en 2003 la altura establecida era de 25,6 metros. El mayor caudal se alcanza en primavera con el deshielo, y en otoño. En verano disminuye considerablemente. En 1996 la Academia de Ciencias de Estonia declaró la cascada patrimonio natural y símbolo nacional. El lugar es un popular destino turístico que es visitado sobre todo en invierno cuando las aguas congeladas forman un paisaje de témpanos de hielo. Justo enfrente de la cascada se ha levantado un mirador al que se accede por unas escaleras de caracol metálicas construidas en 1999.